# Aleuroclava orientalis
Aleuroclava orientalis là một loài côn trùng cánh nửa trong họ Aleyrodidae, phân họ Aleyrodinae.
Aleuroclava orientalis được David & Jesudasan miêu tả khoa học đầu tiên năm 1988.